# Mitra mitra

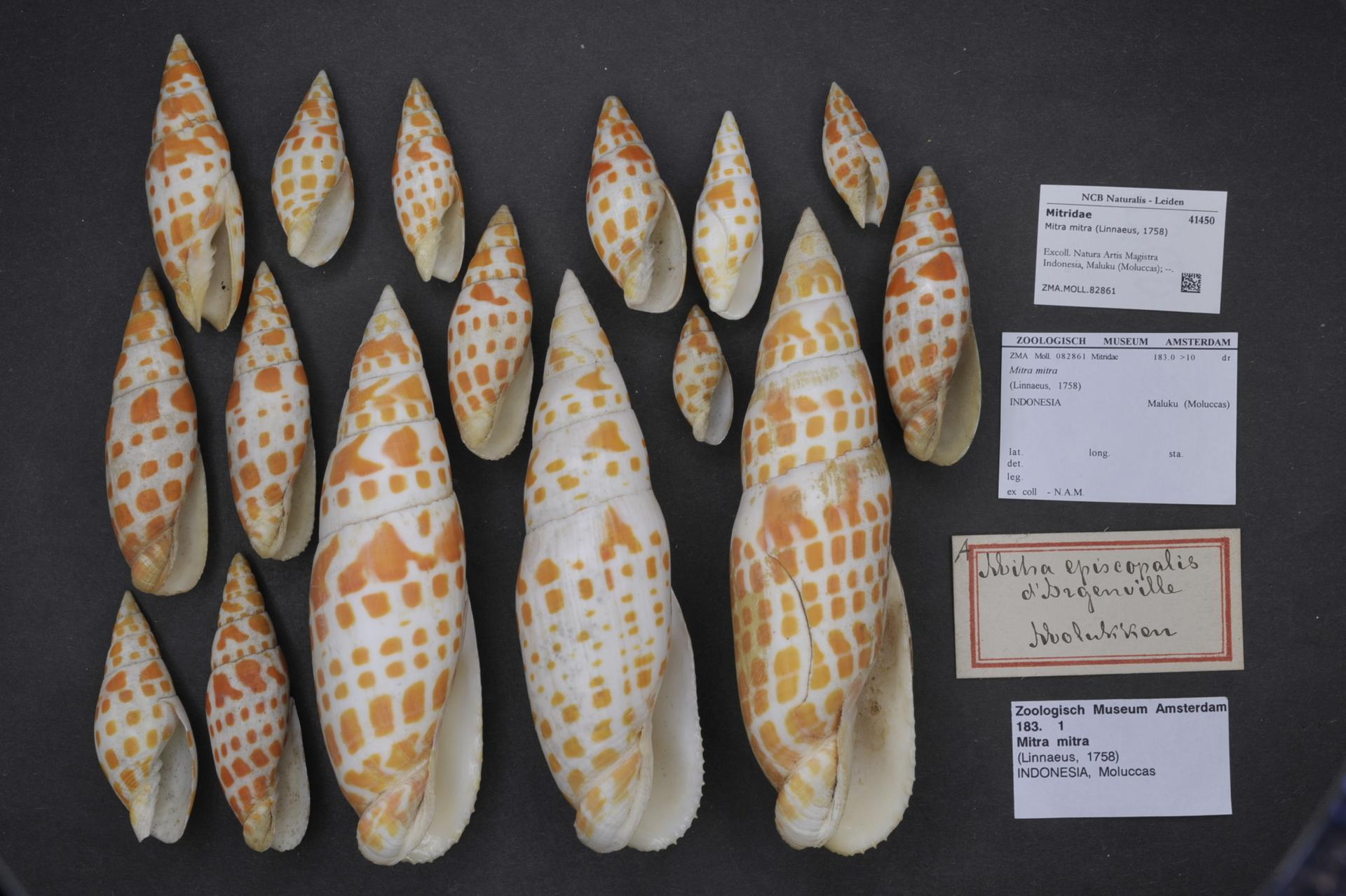
Esemplari di Mitra mitra dal Zoölogisch Museum di Amsterdam

Mitra mitra (Linnaeus, 1758) è una specie di molluschi gasteropodi della sottoclasse Caenogastropoda. Con il nome (sinonimo) di Voluta mitra è la specie tipo del genere Mitra.

## Descrizione
La specie tipo Mitra mitra possiede tutti i principali caratteri diagnostici del suo genere.
La conchiglia ha una lunghezza massima di 18 cm, con una lunghezza media di 14 cm. Vive generalmente interrata durante il giorno e semiattiva al cambio di marea, lasciando grandi tracce quando si muove con una parziale copertura di sabbia. È più attiva di notte quando striscia sulla sabbia.
Abita normalmente nelle sabbie coralline e limose delle zone intercotidali e sublitorali, fino a una profondità di circa 80 m. Diffusa nell'Indo-Pacifico occidentale, dall'Africa orientale, compresi il Madagascar e il Mar Rosso, fino alla Polinesia orientale; a nord dal Giappone meridionale, Wake Island e Hawaii, a sud fino al Queensland meridionale e alle isole Kermadec.